# Eparces compressa
Eparces compressa är en stekelart som beskrevs av Gokhman 1993. Eparces compressa ingår i släktet Eparces och familjen brokparasitsteklar. Inga underarter finns listade i Catalogue of Life.